# Kollegialitet
Inom Romersk-katolska kyrkan innebär kollegialitet att biskoparna inte endast har ett ansvar för sina egna stift utan även ett gemensamt ansvar för kyrkan.